# 萨洛梅
萨洛梅（法語：Salomé，法語發音：[salɔme]）是法国上法兰西大区北部省的一个市镇，位于该省中部，省会里尔市区西南，属于里尔区和里尔欧洲都会区。

## 地理
萨洛梅（50°31'55"N, 2°50'34"E）面积5.25 平方千米，位于法国上法蘭西大區北部省，该省份为法国最北部的省份及最长的省份，西北濒北海，西接加来海峡省，南至埃纳省和索姆省，东与比利时接壤。
与萨洛梅接壤的市镇（或旧市镇、城区）包括：拉巴塞、昂泰、伊利、马尔基伊、比利贝尔克洛、杜夫兰。
萨洛梅的时区为UTC+01:00、UTC+02:00（夏令时）。

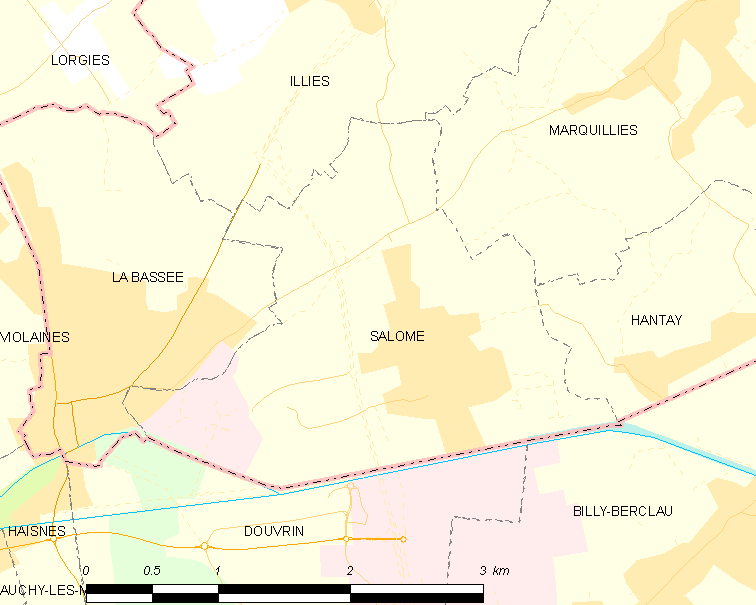
萨洛梅的OSM定位图

## 行政
萨洛梅的邮政编码为59496，INSEE市镇编码为59550。

## 政治
萨洛梅所属的省级选区为阿讷兰县。

## 人口

1962-2008年间萨洛梅人口变化图示

萨洛梅于2022年1月1日时的人口数量为3116人。